# Ellen Dorrit Petersen
Ellen Dorrit Petersen (* 4. Dezember 1975 in Tau) ist eine norwegische Schauspielerin.

## Leben
Ellen Dorrit Petersen absolvierte erfolgreich ihr Schauspielstudium an der Kunsthøgskolen i Oslo. Sie war von 2005 bis 2006 festes Ensemblemitglied am Rogaland Teater in Stavanger. Seit 2006 spielt sie regelmäßig am Det Norske Teatret in Oslo.
Mit ihren beiden Hauptrollen in den beiden Dramen Iskyss und Troubled Water debütierte Petersen 2008 als Schauspielerin auf der Leinwand. Seitdem war sie in über 20 Film- und Fernsehproduktionen, größtenteils als Hauptdarstellerin, zu sehen. Für ihre beiden Darstellungen in Iskyss und Blind wurde sie jeweils als Beste Hauptdarstellerin mit einer Amanda ausgezeichnet. Im Jahr 2025 erhielt sie für ihre Arbeit im Film Armand in der Amanda-Kategorie für die beste Nebenrolle ausgezeichnet.
Petersen ist mit dem Komponisten Ola Fløttum verheiratet. Das Paar hat zwei gemeinsame Kinder, einen Sohn und eine Tochter.

## Filmografie
- 2008: Iskyss
- 2008: Troubled Water (DeUSYNLIGE)
- 2010: King of Devil’s Island (Kongen av Bastøy)
- 2014: Blind
- 2015–2016: Lifjord – Der Freispruch (Frikjent, Fernsehserie, 16 Folgen)
- 2016: Shelley
- 2016–2018: Aber Bergen (Fernsehserie, 30 Folgen)
- 2017: Thelma
- 2017: Der Grenzgänger (Grenseland, Fernsehserie, acht Folgen)
- 2019: Poissonsexe
- 2019: Kommissar Wisting (Wisting, Fernsehserie, vier Folgen)
- 2020: Gledelig jul
- 2021: The Innocents (De uskyldige)
- 2021: Drei Haselnüsse für Aschenbrödel (Tre nøtter til Askepott)
- 2022: Battle: Freestyle
- 2022: Possession (Forbannelsen)
- 2022: Leave
- 2023: Lengsel etter nåtid
- 2024: Armand